# Колоїдна хімія
Коло́їдна хі́мія — наука про високодисперсний стан речовини та поверхневі явища, які виникають на межі поділу фаз. Одна фаза не повинна бути розчинена в іншій.

## Визначення та термінологія
За Й. Опейдою — розділ хімії, в якому вивчається поведінка дисперсних систем. Сюди входить вивчення природи та ефектів поверхні та міжфазних границь на макроскопічні властивості речовин. Такі дослідження включають вивчення поверхневого натягу, міжфазного натягу (натягу, що існує на поверхні контакту між рідиною та твердим тілом або між двома рідинами), змочування і розпливання рідини на твердому тілі, адсорбцію газів і йонів з розчинів на твердих поверхнях, броунівський рух суспендованих частинок, емульгування, коагуляція тощо.

### Фундаментальні ознаки
Для об'єктів колоїдної хімії притаманні дві загальні ознаки: гетерогенність і дисперсність, всі особливості колоїдних систем є функцією або наслідком цих двох ознак.
Гетерогенність — неоднорідність, той, що складається з різних за складом частин (однотипний — гомогенний). У хімії ознака, яка вказує на наявність міжфазної поверхні, тобто поверхневого шару, що є об'єктом вивчення колоїдної хімії. Гетерогенність кількісно визначається поверхневим натягом δ-величиною, яка характеризується енергією одиниці поверхні і фактором інтенсивності.
Дисперсність — ознака, яка визначається розмірами і геометрією тіла. Частинки можуть мати найрізноманітнішу форму: сферичну, циліндричну, прямокутну і найчастіше неправильну. Дисперсність визначається площею поверхні(фактор ємності). Добуток поверхневого натягу δ на площу поверхні s дає поверхневу енергію Gs.

## Основні напрями досліджень
До основних напрямів досліджень можна віднести:
- Поверхневі та капілярні явища, адсорбція на міжфазних межах; будова та властивості подвійного електричного шару; електроповерхневі, молекулярно-кінетичні, оптичні та акустичні властивості дисперсних систем.
- Коагуляція і стійкість дисперсних систем; методи їх стабілізації та руйнування; макрокінетика дисперсних систем: кінетика коагуляції, флокуляції, седиментації.
- Адгезія, адсорбція, іонний обмін і контактні взаємодії між дисперсними частинками твердих тіл; механохімія твердих поверхонь.
- Будова, властивості та механізм дії поверхнево-активних речовин (ПАР); міцелоутворення у розчинах ПАР.
- Аеродисперсні системи, одержання, властивості та використання аєрозолей.
- Колоїдна хімія полімерів; колоїдно-хімічні основи одержання наповнених полімерних систем.
- Структуроутворення в дисперсних системах; колоїдно-хімічні принципи керування процесами структуроутворення і стабілізації дисперсних систем.
- Теоретичні та експериментальні дослідження у галузі фізикохімічної гідродинаміки дисперсних систем.
- Фізико-хімічні основи створення та застосування мембран для поділу колоїдних систем.

## Інтернет-ресурси
- Max Planck Institute of Colloids and Interfaces
- American Chemical Society division of Colloid & Surface Chemistry